# Касумов, Мир Башир Фаттах оглы
Мирбашир Фаттах оглы Касумов (1879, c. Дашбулаг, Тебризский вилает — 23 апреля 1949, Баку) — советский азербайджанский государственный деятель, председатель президиума Верховного Совета Азербайджанской ССР (1938—1949).

## Биография
Родился в семье крестьянина-бедняка. В революционном движении с 1898 года. Член РСДРП с 1905 года.
С 1905 года — рабочий на заводах в Балаханах (Баку). Участник революции 1905‒1907 гг., член боевой дружины Бакинской организации большевиков.
В 1917—1918 годах вёл партийную работу в Баку и Ленкоранском уезде. После установления АДР в Баку (1918‒1920) — на подпольной работе. На 1-м съезде КП(б) Азербайджана (февраль 1920) избран членом ЦК партии.
Один из организаторов восстания против мусаватистского правительства в апреле 1920 года.
С 29 апреля 1920 года — член Бакинского ревкома.
- 1921—1924 и 1931—1935 — заместитель председателя ЦИК Азербайджанской ССР
- 1935—1937 — Народный комиссар социального обеспечения Азербайджанской ССР
- 1937—1938 — и. о. председателя ЦИК Азербайджанской ССР.

С июля 1938 года — председатель Президиума Верховного Совета Азербайджанской ССР, заместитель председателя Президиума Верховного Совета ССР.
Депутат Верховного Совета СССР 1 и 2-го созывов.

## Награды и звания
- Орден Трудового Красного Знамени (1943)[3]
- Два ордена Ленина[3]

## Память
С 1949 по 1991 год город Тертер носил название Мир-Башир.